# René Thom
René Thom (Montbéliard, 2 settembre 1923 – Bures-sur-Yvette, 25 ottobre 2002) è stato un matematico e filosofo francese.

## Biografia
Si è laureato in matematica all'École normale supérieure di Parigi per poi entrare come ricercatore al centro nazionale di ricerche francese nel 1947 e vi è rimasto fino al 1951. Ha insegnato presso le facoltà di scienze a Strasburgo ed a Grenoble. Dal 1963 ha insegnato all'Istituto di alti studi scientifici di Bures-sur-Yvette. Nel 1958 gli è stata assegnata la medaglia Fields, il massimo riconoscimento internazionale per la matematica. È stato membro dell'Accademia delle arti e delle scienze statunitense e dell'Accademia delle scienze di Parigi dal 1976.

## Il pensiero matematico
René Thom è fra coloro che hanno recato i maggiori contributi alla topologia differenziale, ma è noto in particolare per la teoria delle catastrofi, con la quale ha cercato di applicare la matematica ai fenomeni naturali. In particolare, la teoria studia i modelli matematici di fenomeni discontinui causati dalla continua variazione dei parametri da cui dipendono. Thom ha classificato sette possibili tipi di catastrofi elementari, dove per catastrofe si intende un cambiamento improvviso di un processo strutturalmente stabile. Questa teoria si applica alla genesi ed all'evoluzione in campi che vanno dalle scienze fisiche e naturali (meteorologia, fisica, ingegneria, biologia, etologia) alle scienze umane e sociali (linguistica, semiotica, sociologia, economia). Secondo Thom, il mondo non è caotico, ma è una serie di strutture razionali la cui successione è oggetto d'indagine della morfologia.

## Il pensiero pedagogico
Nel corso del Novecento, René Thom ha contribuito al dibattito in merito all'insegnamento della matematica, criticando duramente le posizioni sostenute dai cosiddetti "matematici moderni". Per "matematica moderna" si intende un orientamento di studi matematici che si afferma negli anni '60, e che trova le sue radici nelle correnti assiomatiche (le quali privilegiano l'aspetto astratto della disciplina, sostenendo che l'intero corpus dei concetti matematici si desume da assiomi, verità indimostrabili che non vengono definite, bensì svuotate di ogni significato) e nel bourbakismo (una linea di analisi che individua, alla base di ogni concetto matematico, la teoria degli insiemi). I modernisti ribadivano la necessità di un rinnovamento pedagogico dell'insegnamento della matematica, ed auspicavano uno svecchiamento dei programmi, per spingere i docenti ad attuare nuove metodologie didattiche. Si dovevano privilegiare quegli argomenti che favorivano un atteggiamento euristico, di scoperta dei bambini, stimolando la loro creatività; pertanto occorreva abbandonare alcuni ambiti di insegnamento tradizionale della matematica, tra cui la geometria euclidea, preferendo piuttosto l'approfondimento di quelle strutture astratte, logiche, topologiche, algebriche e di insieme, ritenute alla base della progressione del pensiero matematico.
La posizione di Thom è chiara: nell'insegnamento della matematica si deve invece privilegiare la ricerca del significato degli oggetti matematici, non le loro relazioni formali e la loro natura astratta; è esattamente questo che interessa al matematico: egli dà un significato ad ogni proposizione, non guarda prima di tutto ad aspetti formali. Pertanto, anche la pedagogia deve adottare questa linea: insegnando, deve sforzarsi di ricreare tutte quelle esperienze che nella storia hanno dato origine ai concetti matematici, poiché il significato di questi ultimi è costruito all'interno della loro storia. Esperienza fondamentale in questo senso è proprio la geometria euclidea: essa fa leva sull'intuizione, permettendo di cogliere in maniera più diretta il significato dei concetti proposti - un esempio può essere la definizione di punto: "ciò che non ha parti"; al tempo stesso, si trova in una posizione intermedia a livello formale, in quanto introduce al ragionamento astratto, ricercando verità universalmente valide. È perciò uno strumento didattico potente proprio nell'ottica della crescita del ragionamento euristico nei bambini. Essi, di fatto, non fondano il proprio pensiero matematico su una serie di strutture formali mentali acquisite progressivamente, quanto piuttosto sull'esperienza concreta e intuitiva dei concetti matematici nella realtà.